# Tarka Színpad
A Tarka Színpad Budapest VII. kerületében a Dohány utca 42. szám alatt 1960–1963 között színházként működő intézmény volt.

## Története
A Dohány utcai színházterem eredetileg a Kamara Mozgó céljára készült. A 180 szobás Continentál Szálloda – melynek épületében a filmszínház is helyet kapott – 1922. január 16-án nyílt meg, az 1873-ban épült és átalakított három szintes bérházban. A szálló a Hungária Fürdő Rt. tulajdonában volt, és a szomszédos telken álló Hungária Fürdő vendégeinek a kényelmét, illetve a hosszabb távú itt marasztalását szolgálta. A II. világháború után az épületben található mozihelyiséget átalakították színházteremmé. 1946-tól a Bányász Színház, 1949-től a Honvéd Színház otthona volt. 1953 tavaszától Fővárosi Nagy Varieté, 1953 őszétől Fővárosi Víg Színház néven működött.
1956-tól 1960-ig Blaha Lujza Színház néven, a Fővárosi Operettszínház kamaraszínháza volt, melynek műsorán olyan háromfelvonásos operettek szerepeltek, mint például a Tavaszi keringő, a Mágnás Miska, a Nebáncsvirág vagy a Bástyasétány 77. A Magyar Cirkusz és Varieté Vállalat művészeti osztálya 1960. november 19-én nyitotta meg a Tarka Színpadot. Céljuk a korábban megszűnt Royal Revü Varieté hagyományainak folytatása volt, kabaré-revü-varieté műsorok formájában.
Az átalakított színpad lehetővé tette látványos produkciók létrehozását. A díszletek, a színpadképek megoldása és szcenírozása zeneileg, képileg a revü és varieté modern lehetőségeit valósította meg. Több alkalommal felléptek külföldi artisták, táncosok, együttesek, gyermekcirkusz, pantomimesek. Az első műsort Rácz György igazgató főrendező állította össze. Rövid ideig igazgatója volt Marton Frigyes, de rendezett itt Rátonyi Róbert és Gyökössy Zsolt is. Műsoraiban leginkább fővárosi színházak művészei, énekesek, táncosok léptek fel, ritkábban vidéki színészek is szerepeltek.
A Tarka Színpad 1963 tavaszán szűnt meg, a színházat – elhasználtság miatt – 1964-ben végleg bezárták.

## Előadások
A TARKA SZÍNPAD MŰSORAIBÓL

### *Rácz György–Behár György–Nádasi László–Gál Zsuzsa:Játsszunk valami mást!– Főszerepben:Lakatos Gabriella(1960. november 19.)
A szakmabeliek:A balerina: Lakatos Gabriella m.v. Géczy Éva m.v. (szerepkettőzés); Az énekesnő: Lehoczky Éva; A bonviván: Mucsi Sándor; A szubrett: Kardos Magda; A táncoskomikus: Kósa András; A műkedvelő: Ács Marietta; Az artistanő: Bogáti Vera; Az író: Győző László; A rendező: Baracsi Ferenc; A balettmesternő: Darvas Magda; A tánctanár: Szegő Tamás; A "narrátor": Szegő Tamás; Szobalány: Széll Ludmilla; A színésznő: Lakatos Gabriella m.v. – Vadas Zsuzsa (szerepkettőzés); A civilek: Piroska: Kollár Lívia; Első néző: Pogány Margit; Második néző: Komlós József; Harmadik néző: Bíró Tihamér; Az artisták: 3 Fergel, excentrikusok; 3 Garai, humoros táncosok; 3 Giros, játék a létrán;
2 Metroff, vidám egyensúlyozók; 3 Schneller, villámzsonglőrök; 3 Sylving, akrobatikus táncosok Állami Akrobataképző iskola növendékei; A revütánckar tagjai: Bartha Judit, Felkai Eszter, Fényes Judit, Ivánka Mária, Környei Helga, Liszkay Judit, Peterdy Katalin, Ruisz Éva, Szölgyémi Ágnes, Tárkányi Baby, Fényes Ervin, G. Nagy Mihály, Klapka György; Böndi József, Richter Károly, Temesvári József A vokál-oktett: Juhász Katalin, Kozmári Éva, László Ilona, Széll Ludmilla, Bodolay György, Kárpáti Róbert, Pleskó Béla, Szalontay Ferenc; Rendező: Rácz György; Karmester:	Vasadi-Balogh Lajos dr.; Csató Andor; Koreográfus: Rimóczy Viola; Díszlettervező: Bakó József; Jelmeztervező: Poós Éva

### *Erdődy János–Innocent-Vincze Ernő–Horváth Jenő–Tamássy Zdenko:Űrmacska(1961. március 2.)
Eia, marsbeli lány: Kardos Magda; Ieo, Eia vőlegénye: Csákányi László; Lilua, dzsungel királynő: Ács Marietta; Főpap: Baracsi Ferenc; Eia mamája: Bogáti Vera; A 'Mars Hírek' hangja: Csokonai Mihály; Lilua udvarhölgye: Széll Ludmilla; Bálint professzor: Komlós József; Klári fényképésznő: Kollár Lívia; Korniss, Klári főnöke: Kósa András; Lokáltulajdonosnő: Pogány Margit; Jean, a pincér: Csák Hugó; Újságírónő: Darvas Magda; Rádióriporter: Győző László ; Hajóskapitány: Bíró Tihamér; Énekesnő: Sárosi Katalin Rendező: Rátonyi Róbert; Karmester: Vasadi-Balogh Lajos dr.; Csató Andor; Koreográfus: Bogár Richárd; Géczy Éva; Szegő Tamás; Díszlettervező: Bercsényi Tibor; Jelmeztervező: Poós Éva

### * Kilenc kalap Prágából (Divadlo Na zábradlí, PRAHA – A prágai "Színház a korlátnál"pantomimegyüttes műsora (1961. szeptember 01.)
Ladislav Fialka, Jiri Kaftan, Ivan Lukes, Richard Weber, Zdenka Kratochvilová, Ludmila Kováfová, Jana PeSková és a songokat éneklő Ljuba Hermanová.

### *Romhányi József–Abay Pál: Film Pestivál (1961. október 3.)
OPERA (Reklámfilm):Turridu: Csonka Endre; Santuzza: Kozári Eszter; Hölgy: Molnár Edit ÁLLAMI BIZTOSÍTÓ (Reklámfilm):Ördög: Schiller Béla HA VOLNA (Reklámfilm):Stewardess: Molnár Edit; Táncosnő: Szmetana Ágnes; CIPŐBOLT (Reklámfilm): Vásárló: Csonka Endre; Eladó: Felkai Eszter;Eladó: Liszkay Judit; JOHANN FALSTON CSODÁLATOS ÉLETE:Narrátor: Csonka Endre Friedrich és Johann Falston: Alfonzó; Terézia és Fóbia Eusébia grófnő: Csikós RózsiMiksa eidámi fejedelem: Németh István; Fóbia apja: Udvardi Sándor; Lakáj: Schiller Béla; SELYEMTÁNC (Magyar és világhiradó): Petress Zsuzsa; PAPÍRGYŰJTÉS (Magyar és világhiradó): Zsolnai Hédi; HÁROMSZOR NYOLC ÓRA TÁNCKÉP (Magyar és világhiradó):Férfi: Pethő László; Munka: Árkos Judit; Szórakozás: Medveczky Ilona: Pihenés: Császár Judit; SZÉPSÉGVERSENY FLORIDÁBAN (Magyar és világhiradó); Centis ember: Márkus László; KUBAI GYAPOTSZÜRETELŐK (Magyar és világhiradó):Koós János; Kerényi Gabriella Drótkötélművész SPORTHÍRADÓ: Balázs Kálmán; Lóverseny (Sporthiradó): Csikós Rózsi Csonka EndreTenisz (Sporthiradó): Székely Szilárd Sportolók:Klapka György; Falus Péter; Várhegyi Teréz; TÁNCFILM:Vágyódás: Árkos Judit; Pethő László; ANGOL FILM:Sir: Schiller Béla; Lakáj: Németh István; Mary: Kozári Eszter; CICAMESE (Mesefilm):Zsolnai Hédi; Császár Judit; NAGYESZŰ JÁNOS HÁROMPRÓBÁJA (Mesefilm):Nagyeszű János: Márkus László; Király: Németh István; Királylány: Kozári Eszter; Hóhér: Schiller Béla; KALAPTÁNC (Mesefilm): Két férfi: Pethő László – Falus Péter; Charleston: Medveczky Ilona; Spanyol: Árkos Judit; Svájcisapkás: Császár Judit; CAESAR A RÓMAI PARTON:Caesar: Bilicsi Tivadar; Brutus: Csonka Endre; Szipirtyó: Molnár Edit; Bárénekes: Zsolnai Hédi Bárénekes: Németh István; Rendező: Marton Frigyes; Karmester: Kézdi Zoltán Pál; Barna István Koreográfus: Pethő László; Szöllősi Ágnes; Díszlettervező: Csinády István; Jelmeztervező: Poós Éva

### *Abay Pál–Halász Rudolf– Visky A.:CSODAÁRUHÁZ(1961. december 23.)
NYITÓKÉP Zsuzsi: Kozár Eszter; Keszegné: Simonyi Magda; Sári, Keszegné lánya: Várhegyi Teréz; Radó: Szentessy Zoltán; Pista: Kósa András; Kovács: Hetényi István; Lenke: Császár Judit; Gyuri: Szegő Tamás; Műgyűjtő: Klapka György; Első férfi: Böndi József; Külföldi lány: Szmetana Ági; Külföldi lány: Pollák Sári; Második nő: Molnár Edit; Kató: Máthé Eta; Eladónő: Pusztai Ilona; Eladónő: Hegedős Györgyi; Eladónő: Kerényi Gabi; Eladólány: Környei Helga; Eladólány: Ivánka Mária; Eladólány: Domján Mária; Eladólány: Liszkay Judit; Eladólány: Felkai Eszter; AJÁNDÉKOSZTÁLY Eladó: Korda György; Lenke: Császár Judit; Gyuri: Szegő Tamás; Eladónő: Hegedős Györgyi; Eladónő: Pusztai Ilona; Eladónő: Kerényi Gabi; Külföldi lány: Szmetana Ági; Külföldi lány: Pollák Sári; Pista: Kósa András
Kató: Máthé Eta; Radó: Szentessy Zoltán SPORTOSZTÁLY Terike: Molnár Edit; Kis Pál II.: Varga D. József; Labdazsonglőr: Kelly; Kerékpáros artista: 3 Bertis NŐI DIVATOSZTÁLY Lenke: Császár Judit; Gyuri: Szegő Tamás; KÉPOSZTÁLY; Műgyűjtő: Klapka György; Watteau Gilles: Blahut Pál; Spanyol kép: tánckar; Absztrakt kép: Árkos Judit; Absztrakt kép: Klapka György; Kánkán: Medveczky Ilona; Klapka György; tánckar
ZENEOSZTÁLY Eladó: Borvető János; Zsuzsi: Kozári Eszter; Dizőz: Barba Erzsi; Első lemez: Koós János; Második lemez: Németh Marica; Harmadik lemez: Korda György; Pista: Kósa András; A kutya: Bogáncs; Hangszerek tánca: Medveczky Ilona és a tánckar; Eladónő: Pusztai Ilona; Eladónő: Hegedős Györgyi; Eladónő: Kerényi Gabi; SZÍNHÁZI JEGYIRODA Gerő: Máriáss József; Kató: Máthé Eta; Bernáth erőművész: Berts üvegzsonglőr; Pista: Kósa András; CIPŐOSZTÁLY Eladó: Bogár Richárd; Lenke: Császár Judit; Gyuri: Szegő Tamás; Első baba: Felkai Eszter; Második baba: Liszkai Judit; Harmadik baba: Ivánka Mária; SZŐNYEGOSZTÁLY Eladó: Hegedős Györgyi; Gerő: Máriáss József; Pista: Kósa András; KELETI TÁNCKÉP: Császár Judit; Medveczky Ilona; Böndi József; Klapka György; Bogár Richárd; Szegő Tamás; KELETI KÉP ARTISTÁI; Rodolfo; Schneller Eta; 2 Pell; 2 Mikó; Játékosztály; Eladó: Márkus László; Keszegné: Simonyi Magda; Sári, Keszegné lánya: Várhegyi Teréz; Kovács: Hetényi István; Eladónő: Pusztai Ilona; Eladónő: Hegedős Györgyi; Eladónő: Kerényi Gabi; DIVATBEMUTATÓ Gizike: Feleki Kamill; Terike: Molnár Edit; Első lány: Liszkay Judit; Második lány: Ivánka Mária; Kató: Máthé Eta; Kis Pál II.: Varga D. József; Galambos Zs.: Hegedős Györgyi; Mannequinek: tánckar; Lenke: Császár Judit; Gyuri: Szegő Tamás; Pista: Kósa András; Gerő: Máriáss József; FINÁLÉ; Rendező: Gyökössy Zsolt; Karmester: Kézdi Zoltán Pál
Barna István; Koreográfus: Bogár Richárd; Díszlettervező: Csinády István; Jelmeztervező: Poós Éva

### *Abay Pál–Romhányi József–Horváth Jenő:Halló nagyvilág; Mindenre képes zenés, táncos hírlap két részben (1962 március 31.)
RIKKANCSOK BELÉPŐJE Rikkancs: Domján Mária; Rikkancs: Felkai Eszter; Rikkancs: Ivánka Mária; Rikkancs: Kovács Mária; Rikkancs: Környey Helga; Rikkancs: Liszkay Judit; Rikkancs: Marót Éva; Rikkancs: Németh Lucia; Rikkancs: Pollák Sarolta; Rikkancs: Szmetana Ágnes; Rikkancs: Várhegyi Teréz SZERKESZTŐSÉG Főszerkesztő: Varga D. József; Györgyi, a főszerkesztő leánya: Pápay Erzsi; Fuszek, a költő: Bellák Miklós; Titkárnő: Hegedős Györgyi; Titkárnő: Pusztai Ilona; Titkárnő: Keszthelyi Mária; Szerkesztő: Bogár Richárd; Szerkesztő: Böndi József; Szerkesztő: G. Nagy Mihály; Szerkesztő: Klapka György; Szerkesztő: Szegő Tamás; Gépírónő: Pécsi Gizi; Gépírónők: tánckar
HAWAII Énekesnő: Kovács Erzsi; Pali, a riporter: Kósa András; Filmsztár: Medveczky Ilona; Bombadzsi, a törzsfőnök: Szentessy Zoltán; Tamara, sztárjelölt: Császár Judit; Amerikai filmes: Bogár Richárd; Amerikai filmes: Böndi József; Amerikai filmes: G. Nagy Mihály; Amerikai filmes: Szegő Tamás; Hawaii lányok: tánckar; MOSZKVA Idegenvezető: Rajna Mária; Énekes: Borvető János; Táncfantázia: Árkos Judit; Böndi József; G. Nagy Mihály; Klapka György; tánckar MEXIKO Énekes: Koós János; Miranda: Simonyi Magda; Mary: Molnár Edit; Bill: Szentessy Zoltán Indián táncos: Császár Judit; Indián táncos: Klapka György; Sheriff: Bogár Richárd; Sheriff: Szegő Tamás; Banditanő: Medveczky Ilona; Tehén: Böndi József; Tehén: G. Nagy Mihály SAN REMO A zenekar vezetője: Gerard; Laboch: Borvető János; Koós János; Kovács Erzsi Németh Marica; Táncduettek MARSEILLE Hotel-tulajdonosnő: Németh Marica; Festő: Bogár Richárd; Modell: Császár Judit; Vőlegény: Klapka GyörgyGazdag vevő: Medveczky Ilona; Kormányos: Hetényi István; Feleség: Molnár Edit; Halaskofa: Simonyi Magda; BUDAPESTI SZÉPSÉGKLINIKA A nagy művész: Kibédi Ervin; Titkárnő: Hegedős Györgyi; Fuszek: Bellák Miklós; Kozmetikusnő: Rajna Mária; Vendég: Molnár Edit; Főszerkesztő: Varga D. József; Autogramkérő: Várhegyi Teréz; Pudertánc: Medveczky Ilona; Kölnitánc: Pécsi Gizi; Rúzstánc: Császár Judit; Tánckar; TÁNCISKOLA Tanár: Feleki Kamill Rendező: Gyökössy Zsolt; Karmester: Kézdi Zoltán Pál; Barna István; Koreográfus: Bogár Richárd; Díszlettervező: Csinády István; Jelmeztervező: Vágó Nelly; Wieber Marianna

### *Abay Pál–Romhányi József:Riói éjszakáka Halló nagyvilág című zenés táncos revüben (1962. december 28.)
RIKKANCSOK TÁNCA: Bognár Ildikó; Domján Mária; Ivánka Mária; Kovács Mária; Környei Helg; Liszkai Judit; Farnadi Rita; Németh Lucia; Polák Sarolta; Szirbek Ildikó; SZERKESZTŐSÉG:Györgyi: Kováts Ibi – Gyenes Magda (szerepkettőzés); Főszerkesztő: Füzessy Ottó; Titkárnő: Görög Mara; Fuszek: Ross József HAWAII: Kalotai: Kósa András; Bogumir: Szentessy Zoltán; Filmsztár: Medveczky Ilona; Aloma: Császár Judit; MOSZKVA: Idegenvezető: Rajna Mária; Énekes: Borvető János; RIO DE JANEIRO: Kiszolgálólány: Molnár Edit; Bill: Szentessy Zoltán Rendező: Gyökössy Zsolt; Koreográfus: Bogár Richárd; Díszlettervező: Csinády István; Jelmeztervező: Vágó Nelly; Wieber Marianna

### *Szenes Iván–Bágya András:Őfelsége, a sztár(1962. november 9.)
Doris Nellson primadonna; majd Trabuccó királynéja: Gyenes Magda – Máthé Eta (szerepkettőzés); Sylvester de Montmartre, színigazgató és tábornok: Bilicsi Tivadar – Szendrő József (szerepkettőzés); XVII. Kázmér, Trabuccó királya: Kabos László – Boross János (szerepkettőzés); Mademoiselle, a trabuccói különleges hadtest parancsnoka: Zsolnai Hédi; Filmrendező: Szendrő József – Bilicsi Tivadar (szerepkettőzés); Sorell, filmember: Kósa András; Rikkancs: Boross János – Kabos László (szerepkettőzés); Le Rouge, a trabuccói hadsereg főparancsnoka: Bogár Richárd; Le Chemin, őrmester: Szegő Tamás; Mirabelle: Vay Ilus; Dadus: Simonyi Magda; Trabuccó miniszterelnöke: Szentessy Zoltán; Belügyminiszter: Szoó György; Pénzügyminiszter: Szedő Lajos; Gall miniszter: Solymossy Imre; Happy-York követe: Füzessy Ottó – Koós János (szerepkettőzés); Szólótáncosok: Árkos Judit, Császár Judit, Medveczky Ilona, Pécsi Gizi, Böndy József, Klapka György, G. Nagy Mihály, Tarr Mihály; Rendező: Gyökössy Zsolt; Karmester: Holéczy Ákos; Koreográfus: Bogár Richárd

### * Garai Tamás –S. Nagy István–Szenes Iván:Tarka farsang(1963. február 16.)
I. RÉSZ
Három riporter belépője (Vidám Fiúk); Huckleberry Árkos Judit; Császár Judit; Medveczky Ilona; Pécsi Gizi; Bogár Richárd; Kósa András; Szegő Tamás; 2 Loósz, (szalonakrobaták) Haway; Császár Judit; Medveczky Ilona; Pécsi Gizi; Klapka György; Kirner Éva, (hajlékony akrobata); Kanoi Brothers, (amerikai jazzénekes és sztepptáncospár); Katonatánc: Árkos Judit, Császár Judit, Medveczky Ilona, Bogár Richárd, Szegő Tamás
II. RÉSZ
Három riporter (Vidám Fiúk); Színek tánca: Árkos Judit, Császár Judit, Medveczky Ilona, Bogár Richárd; Ariela és Félix, (kötélbalett a levegőben);
Sárosi Katalin magánszáma, Detektívtánc: Bogár Richárd, Böndi József, Klapka György, G. Nagy Mihály, Tarr József; 2 Bony, akrobaták; Monte-Carlo (rulett-twist): Árkos Judit, Császár Judit, Medveczky Ilona, Pécsi Gizi, Bogár Richárd, Szegő Tamás
Popocatepetl (Vidám Fiúk), Dolce vita: Árkos Judit, Császár Judit, Medveczky Ilona, Pécsi Gizi, Bogár Richárd, Szegő Tamás; 3 Silving, (akrobaták)
FINÁLÉ Sárosi Katalin; Vidám Fiúk; Árkos Judit; Császár Judit; Medveczky Ilona; Pécsi Gizi; Bogár Richárd; Klapka György; Szegő Tamás; Rendező: Gyökössy Zsolt; Koreográfus: Bogár Richárd; Díszlettervező: Csinády István; Jelmeztervező: Poós Éva

## Művészek
Akik felléptek a Tarka Színpadon: (a lista nem teljes)
- Alfonzó
- Baracsi Ferenc
- Bilicsi Tivadar
- Bogár Richárd
- Csákányi László
- Csikós Rózsi
- Csonka Endre
- Feleki Kamill
- Felkai Eszter
- Görög Mara
- Gyenes Magda
- Kabos László
- Klapka György
- Kibédi Ervin
- Koós János
- Korda György
- Kósa András
- Kovács Erzsi
- Lakatos Gabriella
- Latabár Árpád
- Latabár Kálmán
- Lehoczky Éva
- Máriáss József
- Márkus László
- Medveczky Ilona
- Mucsi Sándor
- Németh Marika
- Petress Zsuzsa
- Rátonyi Róbert
- Rodolfo
- Sárosi Katalin
- Szendrő József
- Vay Ilus
- Várhegyi Teréz
- Zentay Ferenc
- Zsolnai Hédi